# Juan Son
Juan Carlos Pereda Velasco (né le 24 janvier 1984 à Guadalajara), mieux connu sous le nom de Juan Son, est un chanteur et musicien mexicain de musique expérimentale.

## Biographie
Juan est né Juan Carlos Pereda le 24 janvier 1984 à Guadalajara. À l'âge de cinq ans, il s'installe au Texas, où il commence à chanter dans la chorale de l'église ; plus tard, il prend des cours de piano et à l'âge de onze ans il commence à composer des chansons. À 17 ans, il crée son premier groupe : Nouveau, avec Eva (piano), Christian (batterie), Diego (violon), Alfredo (basse). et Speed (guitare). À cette époque, son surnom de « Mussgo » est apparait, car ses cheveux commencent à pousser et deviennent difficile à coiffer. Avec ce groupe, il compose plusieurs chansons, dont Como duele, dont il existe des clips sur YouTube. Il commence sa carrière en architecture à l'Université ITESO Tlaquepaque, Jalisco, et s'intéressant davantage à la musique, il décide d'aller étudier la musique en Angleterre au London Center of Contemporary Music ; il dit qu'à cette époque, il se disait déprimé car aucun groupe ne le recrutait. Cependant, il réalise quelques projets avec des Français, des Australiens et des Allemands, parmi lesquels des groupes : Novocaine et The Care Bears. Lorsque Juan revint d'Angleterre, les membres de Porter se rendent à l'une de ses représentations et l'apprécient tellement qu'ils l'invitent dans le groupe Porter.
Lors d'un concert de Nouveau, les membres de Porter (Villor, Chata et Fer) viennent le voir, ainsi que leur bassiste de l'époque, Saúl Figueroa Orendain, que Juan a rencontré au lycée. Il rencontre Bacter et partent tous deux aux États-Unis. En 2004, ils forment le groupe Porter, dont Juan devient le chanteur. Ils enregistrent leur premier EP, Donde los ponys grazing, un album plein de mélancolie et de tristesse. C'est à ce moment-là que, grâce à Espiral, ils deviennent célèbres. C'est avec Porter qu'ils signent un contrat avec le label Universal Music.
Après avoir travaillé avec AEIOU, il part en retraite spirituelle en Patagonie, là il apprend notamment à cultiver la terre et, à son retour à Guadalajara, il retrouve les anciens membres de Porter avec lesquels il participe au Vive Latino 2013 et sort le single Kiosko, produit par Simone Pace, mais la même année, Juan Son quitte à nouveau le groupe.
Le 3 juillet 2024, Juan Son sort la première chanson de son nouvel album Fabulas del nuevo mundo, intitulé Laberinto, en collaboration avec Luis Humberto Navejas (chanteur et membre du groupe Enjambre),.

## Discographie

### Albums studio
- 2009 : Mermaid Sashimi
- 2016 : 7

### Singles
- 2018 : Siento
- 2019 : Montaña
- 2024 : Las Milkshakes también lloran

### Participations
- 2007 : Fobia - La Iguana sur B-Live 07
- 2007 : Natalia Lafourcade - Espiral sur B-Live 07
- 2008 : Natalia Lafourcade - Host of a Ghost
- 2008 : Julieta Venegas - De mis pasos sur MTV Unplugged
- 2008 : Los Odio - I Want You to Want Me, bande-son de Rudo et Cursi
- 2009 : Natalia Lafourcade - Look Outside sur Hu Hu Hu
- 2009 : Mariachi Tecalitlan - No More I Love You's sur Mariachi Rock-O
- 2009 : Le Butcherettes - Nada/Sold Less than Gold sur Indie-O-Awards Live
- 2010 : Sussie 4 - Navajas
- 2019 : Transgresorcorruptor - Abandonado
- Teri Gender Bender - Nada José Cuervo salón

### Avec Porter
- 2005 : Donde los ponys pastan (EP)
- 2007 : Atemahawke
- 2013 : Kiosko (single)

### Avec AEIOU
- 2011 : Space Hymns